# Licania steyermarkii
Licania steyermarkii är en tvåhjärtbladig växtart som beskrevs av Bassett Maguire. Licania steyermarkii ingår i släktet Licania och familjen Chrysobalanaceae. Inga underarter finns listade i Catalogue of Life.